# Bad Elster
Bad Elster è una città di 3 644 abitanti della Sassonia, in Germania.

Appartiene al circondario del Vogtland (targa V).